# جاي روتش
جاي روتش (بالإنجليزية: Jay Roach)‏ مواليد 14 يونيو 1957 في ألباكركي، نيومكسيكو، الولايات المتحدة، ومنتج أفلام وكاتب سيناريو أمريكي بدأ مسيرته الفنية عام 1986. كما أنه من الفائزين بجائزة إيمي.

## الأعمال
- أوستن باورز: رجل الغموض الدولي
- قابل الوالدين
- قابل آل فوكر
- أول 50 موعد غرامي
- دليل المسافر إلى المجرة
- بورات
- عشاء للأغبياء
- صغار عائلة فوكرز
- تغيير اللعبة

## وصلات خارجية
- جاي روتش على موقع IMDb (الإنجليزية)
- جاي روتش على موقع روتن توميتوز (الإنجليزية)
- جاي روتش على موقع ألو سيني (الفرنسية)
- جاي روتش على موقع ميوزك برينز (الإنجليزية)
- جاي روتش على موقع أول موفي (الإنجليزية)
- جاي روتش على موقع بوكس أوفيس موجو (الإنجليزية)
- جاي روتش على موقع قاعدة بيانات الأفلام السويدية (السويدية)
- جاي روتش على موقع إن إن دي بي (الإنجليزية)
- جاي روتش على موقع ديسكوغز (الإنجليزية)
- جاي روتش على موقع قاعدة بيانات الفيلم (الإنجليزية)